# Colotis doubledayi
Colotis doubledayi is een vlindersoort uit de familie van de Pieridae (witjes), onderfamilie Pierinae.
Colotis doubledayi werd in 1862 beschreven door Hopffer.